# Lissonota kamathi
Lissonota kamathi är en stekelart som beskrevs av Dali Chandra och Gupta 1977. Lissonota kamathi ingår i släktet Lissonota och familjen brokparasitsteklar. Inga underarter finns listade i Catalogue of Life.